# De Verwachting (Hollum)
De Verwachting is een achtkante windmolen in Hollum op het Friese waddeneiland Ameland uit 1991. De stellingmolen heeft als functie korenmolen en mosterdmolen en is maalvaardig.
Op de plaats van deze molen stond een voorganger uit 1840, die echter in 1949 werd gesloopt. In 1991 werd een molen uit Brucht op deze plaats herbouwd. In 1994 werd de molen officieel geopend. De molen heeft de status gemeentelijk monument en de eigenaar is de gemeente Ameland.
De andere molen op Ameland is de De Phenix in Nes.